# Seznam poštovních známek České republiky 1993–1999
Poštovní známky České republiky jsou vydávány od roku 1993.
Poštovní známky České republiky vydávalo v období 1993 až 2002 Ministerstvo dopravy a spojů České republiky, v období 2003 až květen 2007 Ministerstvo informatiky České republiky. Od června 2007 je vydává Ministerstvo průmyslu a obchodu České republiky (podle § 35 29/2000 Sb. ve znění zákona č. 95/2005 Sb. a zákona č. 110/2007 Sb.). Náklady na vydávání poštovních známek hradí a jejich uvádění do oběhu provádí držitel poštovní licence (podle § 35 29/2000 Sb.) – tzn. v letech 1993 až 2008 Česká pošta s. p.
Seznam je úplný.

## 1993
| číslo | datum             | rozměr | grafika               | rytí           | popis (námět, nominální hodnota)                             |
| ----- | ----------------- | ------ | --------------------- | -------------- | ------------------------------------------------------------ |
| 1     | 20. ledna 1993    |        | J. Herčík             | J. Herčík      | Malý státní znak, 3 Kčs                                      |
| 2     | 17. února 1993    |        | I. Strnad             | Miloš Ondráček | MS v krasobruslení v Praze, 2 Kčs                            |
| 3     | 2. března 1993    |        | Miloš Ondráček        | Miloš Ondráček | Prezident Václav Havel, 2 Kč                                 |
| 4     | 11. března 1993   |        | J. Reiss              | J. Herčík      | Svatý Jan Nepomucký, 8 Kč                                    |
| 5     | 11. března 1993   |        | –                     | V. Fajt        | EUROPA – moderní umění, 14 Kč                                |
| 6     | 30. března 1993   |        | P. Kovářík            | P. Kovářík     | Krásy naší vlasti I – kostel Nejsvětějšího srdce Páně, 5 Kč  |
| 7     | 14. dubna 1993    |        | P. Kovářík            | P. Kovářík     | 1000 let Břevnovského kláštera – UNESCO, 4 Kč                |
| 8     | 12. května 1993   |        | I. Strnad             | Miloš Ondráček | MS juniorů ve vzpírání – Cheb 1993, 6 Kč                     |
| 9     | 16. června 1993   |        | J. Fišer              | V. Fajt        | Krásy naší vlasti II – 750 let města Brna, 8 Kč              |
| A 10  | 22. června 1993   |        | B. Housa              | B. Housa       | Velký státní znak, 8 Kč                                      |
| 11    | 22. června 1993   |        | I. Benca              | M. Srb         | 1130 let od příchodu Cyrila a Metoděje, 8 Kč                 |
| 12    | 1. července 1993  |        | J. Bouda              | J. Bouda       | Města – výplatní známky: České Budějovice, 1 Kč              |
| 13    | 1. července 1993  |        | J. Bouda              | J. Bouda       | Města – výplatní známky: Ústí nad Labem, 2 Kč                |
| 14    | 1. července 1993  |        | J. Herčík             | J. Herčík      | Města – výplatní známky: Český Krumlov, 3 Kč                 |
| 15    | 1. července 1993  |        | J. Bouda              | J. Bouda       | Města – výplatní známky: Plzeň, 5 Kč                         |
| 16    | 1. července 1993  |        | J. Bouda              | B. Šneider     | Města – výplatní známky: Olomouc, 8 Kč                       |
| 17    | 1. července 1993  |        | J. Bouda              | J. Bouda       | Města – výplatní známky: Hradec Králové, 10 Kč               |
| 18    | 1. července 1993  |        | J. Bouda              | J. Bouda       | Města – výplatní známky: Praha, 20 Kč                        |
| 19    | 1. července 1993  |        | J. Bouda              | J. Bouda       | Města – výplatní známky: Opava, 50 Kč                        |
| 20    | 18. srpna 1993    |        | I. Strnad             | M. Ondráček    | Mistrovství světa ve veslování v Račicích, 3 Kč              |
| 21    | 26. srpna 1993    |        | J. Baláž              | M. Činovský    | Výročí osobností: August Sedláček, 2 Kč                      |
| 22    | 26. srpna 1993    |        | J. Baláž              | M. Činovský    | Výročí osobností: Eduard Čech, 3 Kč                          |
| 23    | 26. října 1993    |        | K. Ševellová-Šuteková | M. Ondráček    | Ochrana přírody – stromy: dub letní, 5 Kč                    |
| 24    | 26. října 1993    |        | K. Ševellová-Šuteková | M. Ondráček    | Ochrana přírody – stromy: habr obecný, 7 Kč                  |
| 25    | 26. října 1993    |        | K. Ševellová-Šuteková | M. Ondráček    | Ochrana přírody – stromy: borovice lesní, 9 Kč               |
| 26    | 8. listopadu 1993 |        | Adolf Born            | M. Srb         | Vánoce, 2 Kč                                                 |
| 27    | 15. prosince 1993 |        | –                     | B. Housa       | Umění 1993: český mistr po r. 1350 – Strahovská madona, 9 Kč |
| 28    | 8. listopadu 1993 |        | –                     | B. Šneider     | Umění 1993: Joan Mirró – Kompozice, 11 Kč                    |
| 29    | 8. listopadu 1993 |        | –                     | M. Ondráček    | Umění 1993: Vincent van Gogh – Zelené žito, 14 Kč            |

## 1994
| číslo | datum              | rozměr | grafika       | rytí         | popis (námět, nominální hodnota)                                                   |
| ----- | ------------------ | ------ | ------------- | ------------ | ---------------------------------------------------------------------------------- |
| 30    | 19. ledna 1994     |        | K. Demel      | M. Srb       | Tradice české hudby, 3 Kč                                                          |
| 31    | 19. ledna 1994     |        | A. Fuchs      | V. Fajt      | Mezinárodní rok rodiny, 2 Kč                                                       |
| 32    | 2. února 1994      |        | O. Kulhánek   | M. Ondráček  | Výročí osobností: Voltaire, 2 Kč                                                   |
| 33    | 2. února 1994      |        | O. Kulhánek   | M. Ondráček  | Výročí osobností: Georgius Agricola, 6 Kč                                          |
| 34    | 2. února 1994      |        | R. Kolář      | M. Ondráček  | XVII. ZOH – Lillehammer, 5 Kč                                                      |
| 35    | 30. března 1994    |        | J. Bouda      | B. Šneider   | Městská architektura – Brno, 3 Kč                                                  |
| 36    | 4. května 1994     |        | Adolf Born    | M. Ondráček  | EUROPA, 14 Kč                                                                      |
| 37    | 4. května 1994     |        | Adolf Born    | M. Ondráček  | EUROPA, 14 Kč                                                                      |
| 38    | 18. května 1994    |        | V. Fajt       | V. Fajt      | 110. výročí narození Dr. Edvarda Beneše, 5 Kč                                      |
| 39    | 18. května 1994    |        | P. Hrach      | V. Fajt      | Krásy naší vlasti: Telč – historická část, 8 Kč                                    |
| 40    | 18. května 1994    |        | Z. Ziegler    | B. Šneider   | Krásy naší vlasti: Praha – kubistická architektura, 9 Kč                           |
| 41    | 1. června 1994     |        | K. Pacovská   | V. Fajt      | Dětem – mezinárodní den dětí, 2 Kč                                                 |
| 42    | 1. června 1994     |        | Zdeněk Burian | O. Pošmourný | Pravěcí veleještěři: Stegosaurus ungulatus, 2 Kč                                   |
| 43    | 1. června 1994     |        | Zdeněk Burian | O. Pošmourný | Pravěcí veleještěři: Apatosaurus excelsus, 3 Kč                                    |
| 44    | 1. června 1994     |        | Zdeněk Burian | O. Pošmourný | Pravěcí veleještěři: Tarbosaurus bataar, 5 Kč                                      |
| 45    | 1. června 1994     |        | I. Strnad     | J. Herčík    | Mistrovství světa ve fotbale v USA, 8 Kč                                           |
| 46    | 15. června 1994    |        | J. Fišer      | M. Srb       | 100 let MOV, 7 Kč                                                                  |
| 47    | 15. června 1994    |        | Z. Ziegler    | M. Ondráček  | XII. všesokolský slet v Praze, 2 Kč                                                |
| 48    | 3. srpna 1994      |        | V. Kovářík    | P. Kovářík   | 120. výročí Světové poštovní unie – UPU, 11 Kč                                     |
| 49    | 24. srpna 1994     |        | H. Čápová     | J. Herčík    | Ochrana přírody – zpěvné ptactvo: bramborníček černohlavý, 3 Kč                    |
| 50    | 24. srpna 1994     |        | H. Čápová     | J. Herčík    | Ochrana přírody – zpěvné ptactvo: hýl rudý, 5 Kč                                   |
| 51    | 24. srpna 1994     |        | H. Čápová     | J. Herčík    | Ochrana přírody – zpěvné ptactvo: slavík modráček středoevropský, 14 Kč            |
| 52    | 14. září 1994      |        | J. Bouda      | J. Šneider   | Městská architektura – Slaný, 6 Kč                                                 |
| 53    | 5. října 1994      |        | B. Housa      | B. Housa     | Historické závodní automobily: automobil NW z roku 1900, 2 Kč                      |
| 54    | 5. října 1994      |        | B. Housa      | B. Housa     | Historické závodní automobily: automobil L&K z roku 1908, 3 Kč                     |
| 55    | 5. října 1994      |        | B. Housa      | B. Housa     | Historické závodní automobily: automobil PRAGA z roku 1912, 9 Kč                   |
| 56    | 9. listopadu 1994  |        | B. Housa      | B. Housa     | Vánoce, 2 Kč                                                                       |
| 57    | 9. listopadu 1994  |        | –             | M. Ondráček  | Umělecká díla na známkách: Lucas van Leyden – Starý pošetilec a žena, 7 Kč         |
| 58    | 9. listopadu 1994  |        | –             | V. Fajt      | Umělecká díla na známkách: Henri de Toulouse-Lautrec – Moulin Rouge, 10 Kč         |
| 59    | 9. listopadu 1994  |        | –             | V. Fajt      | Umělecká díla na známkách: český mistr před rokem 1396 – Madona svatovítská, 14 Kč |
| 60    | 23. listopadu 1994 |        | J. Bouda      | J. Bouda     | Městská architektura – Ostrava, 7 Kč                                               |

## 1995
| číslo | datum             | rozměr | grafika        | rytí         | popis (námět, nominální hodnota)                                       |
| ----- | ----------------- | ------ | -------------- | ------------ | ---------------------------------------------------------------------- |
| 61    | 2. ledna 1995     |        | J. Solpera     | B. Šneider   | 20. výročí Světové organizace cestovního ruchu, 8 Kč                   |
| 62    | 20. ledna 1995    |        | J. Solpera     | B. Šneider   | Tradice české známkové tvorby, 3 Kč                                    |
| 63    | 20. ledna 1995    |        | J. Fišer       |              | Přidružení České republiky k EU, 8 Kč                                  |
| 64    | 1. února 1995     |        | O. Kulhánek    | M. Ondráček  | Výročí osobností: Jan Marcus Marci, 2 Kč                               |
| 65    | 1. února 1995     |        | O. Kulhánek    | M. Ondráček  | Výročí osobností: Ferdinand Peroutka, 5 Kč                             |
| 66    | 1. února 1995     |        | O. Kulhánek    | M. Ondráček  | Výročí osobností: Přemysl Pitter, 7 Kč                                 |
| 67    | 15. března 1995   |        | A. Hoffmeister | C. Istlerová | Osobnosti Osvobozeného divadla: Jiří Voskovec, 3 Kč                    |
| 68    | 15. března 1995   |        | A. Hoffmeister | C. Istlerová | Osobnosti Osvobozeného divadla: Jan Werich, 3 Kč                       |
| 69    | 15. března 1995   |        | A. Hoffmeister | C. Istlerová | Osobnosti Osvobozeného divadla: Jaroslav Ježek, 3 Kč                   |
| 70    | 22. března 1995   |        | A. Fuchs       | B. Šneider   | Výplatní – venkovské motivy, 40 h                                      |
| 71    | 22. března 1995   |        | A. Fuchs       | V. Fajt      | Výplatní – venkovské motivy, 60 h                                      |
| 72    | 22. března 1995   |        | M. Ondráček    | M. Ondráček  | Prezident České republiky, 3,60 Kč                                     |
| 73    | 12. dubna 1995    |        | J. Liesler     | J. Herčík    | Ohrožený hmyz ČR: čmelák zemní, 3 Kč                                   |
| 74    | 12. dubna 1995    |        | J. Liesler     | J. Herčík    | Ohrožený hmyz ČR: kudlanka nábožná, 5 Kč                               |
| 75    | 12. dubna 1995    |        | J. Liesler     | J. Herčík    | Ohrožený hmyz ČR: motýlice lesklá, 6 Kč                                |
| 76    | 3. května 1995    |        | J. Andrle      | M. Ondráček  | EUROPA, 9 Kč                                                           |
| 77    | 3. května 1995    |        | J. Andrle      | M. Ondráček  | EUROPA, 14 Kč                                                          |
| 78    | 3. května 1995    |        | A. Absolon     | M. Srb       | Krásy naší vlasti: Panská skála u Kamenického Šenova, 8 Kč             |
| 79    | 3. května 1995    |        | A. Absolon     | M. Srb       | Krásy naší vlasti: Pravčická brána u Hřenska, 9 Kč                     |
| 80    | 1. června 1995    |        | J. Paleček     | V. Fajt      | Dětem, 3,60 Kč                                                         |
| 81    | 21. června 1995   |        | J. Bouda       | J. Bouda     | 150 let od příjezdu 1. vlaku Olomouc – Praha: tunel u Chocně, 3 Kč     |
| 82    | 21. června 1995   |        | J. Bouda       | J. Bouda     | 150 let od příjezdu 1. vlaku Olomouc – Praha: pražské nádraží, 9,60 Kč |
| 83    | 6. září 1995      |        | P. Oriešek     | M. Ondráček  | Český kreslený humor: Vladimír Renčín, 3 Kč                            |
| 84    | 6. září 1995      |        | P. Oriešek     | M. Ondráček  | Český kreslený humor: Vladimír Jiránek, 3,60 Kč                        |
| 85    | 6. září 1995      |        | P. Oriešek     | M. Ondráček  | Český kreslený humor: Jiří Slíva, 5 Kč                                 |
| 86    | 6. září 1995      |        | J. Paleček     | V. Fajt      | MS v zápase řeckořímském – Praha, 3 Kč                                 |
| A 87  | 20. září 1995     |        | A. Hoffmeister | C. Istlerová | Osobnosti Osvobozeného divadla, 22 Kč                                  |
| 88    | 20. září 1995     |        | J. Sigmundová  | M. Srb       | 25 let SOS vesničky, 3 Kč                                              |
| 89    | 27. září 1995     |        | J. Solpera     | B. Šneider   | Historické stavební slohy: renesanční sloh, 9,60 Kč                    |
| 90    | 11. října 1995    |        | B. Housa       | B. Housa     | W. C. Röntgen, 6 Kč                                                    |
| 91    | 11. října 1995    |        | M. Cihlář      |              | 50. výročí založení OSN, 14 Kč                                         |
| 92    | 11. října 1995    |        | J. Solpera     | B. Šneider   | Historické stavební slohy: gotický sloh, 2,40 Kč                       |
| 93    | 11. října 1995    |        | J. Solpera     | B. Šneider   | Historické stavební slohy: barokní sloh, 14 Kč                         |
| 94    | 25. října 1995    |        | J. Solpera     | B. Šneider   | Historické stavební slohy: secesní sloh, 3 Kč                          |
| 95    | 25. října 1995    |        | J. Solpera     | B. Šneider   | Historické stavební slohy: románský sloh, 3,60 Kč                      |
| 96    | 8. listopadu 1995 |        | –              | M. Ondráček  | Umění 1995: Luděk Marold – Pařížanka, 6 Kč                             |
| 97    | 8. listopadu 1995 |        | –              | V. Fajt      | Umění 1995: Jan Kašpar Hirschely – Kytice, 9 Kč                        |
| 98    | 8. listopadu 1995 |        | –              | B. Housa     | Umění 1995: Antonín Machek – podobizna sochaře J. Malínského, 14 Kč    |
| 99    | 9. listopadu 1995 |        | A. Khunová     | M. Srb       | Vánoce, 3 Kč                                                           |

## 1996
| číslo | datum              | rozměr | grafika                   | rytí        | popis (námět, nominální hodnota)                                                            |
| ----- | ------------------ | ------ | ------------------------- | ----------- | ------------------------------------------------------------------------------------------- |
| 100   | 2. ledna 1996      |        | J. Sůra                   | M. Ondráček | 100 let České filharmonie, 3,60 Kč                                                          |
| 101   | 20. ledna 1996     |        | B. Housa                  | B. Housa    | Tradice české známkové tvorby, 3,60 Kč                                                      |
| 102   | 14. února 1996     |        | Z. Netopil                | V. Fajt     | Z české šachové historie, 6 Kč                                                              |
| 103   | 13. března 1996    |        | K. Beneš                  | P. Kovářík  | Velikonoce, 3 Kč                                                                            |
| 104   | 13. března 1996    |        | V. Suchánek               | J. Herčík   | Česká fotografie, 9,60 Kč                                                                   |
| A 105 | 27. března 1996    |        | O. Kulhánek               | M. Ondráček | Lucemburská dynastie: Jan Lucemburský, 14 Kč                                                |
| A 106 | 27. března 1996    |        | O. Kulhánek               | M. Ondráček | Lucemburská dynastie: Karel IV., 14 Kč                                                      |
| A 107 | 27. března 1996    |        | O. Kulhánek               | M. Ondráček | Lucemburská dynastie: Václav IV., 14 Kč                                                     |
| A 108 | 27. března 1996    |        | O. Kulhánek               | M. Ondráček | Lucemburská dynastie: Zikmund Lucemburský, 14 Kč                                            |
| 109   | 27. března 1996    |        | M. Erazim                 | P. Kovářík  | 100. výročí prvních novodobých OH, 9,60 Kč                                                  |
| A 110 | 24. dubna 1996     |        | Libuše a Jaromír Knotkovi | V. Fajt     | Ochrana přírody – chránění savci: plch zahradní, 3,60 Kč                                    |
| A 111 | 24. dubna 1996     |        | Libuše a Jaromír Knotkovi | V. Fajt     | Ochrana přírody – chránění savci: plch lesní, 5 Kč                                          |
| A 112 | 24. dubna 1996     |        | Libuše a Jaromír Knotkovi | V. Fajt     | Ochrana přírody – chránění savci: sysel obecný, 6 Kč                                        |
| A 113 | 24. dubna 1996     |        | Libuše a Jaromír Knotkovi | V. Fajt     | Ochrana přírody – chránění savci: myšivka horská, 8 Kč                                      |
| 114   | 2. května 1996     |        | P. Oriešková              | B. Housa    | EUROPA, 8 Kč                                                                                |
| 115   | 2. května 1996     |        | Vl. Suchánek              | M. Ondráček | J. G. Deburau, 12 Kč                                                                        |
| 116   | 29. května 1996    |        | M. Erazim                 | M. Srb      | XXVI. letní OH v Atlantě, 3 Kč                                                              |
| 117   | 29. května 1996    |        | Adolf Born                | J. Bouda    | Dětem, 3 Kč                                                                                 |
| 118   | 12. června 1996    |        | J. Solpera                | B. Šneider  | Historické stavební slohy: klasicismus, 4 Kč                                                |
| 119   | 26. června 1996    |        | E. Hašková                | M. Srb      | Krásy naší vlasti: kostel svatého Jana Nepomuckého na Zelené hoře u Žďáru nad Sázavou, 8 Kč |
| 120   | 26. června 1996    |        | E. Hašková                | M. Srb      | Krásy naší vlasti: věž pražské Lorety, 9 Kč                                                 |
| 121   | 11. září 1996      |        | K. Franta                 | B. Šneider  | 50. výročí UNICEF, 3 Kč                                                                     |
| 122   | 25. září 1996      |        | P. Oriešek                | M. Ondráček | Kladrubští koně: kladrubský vraník, 3 Kč                                                    |
| 123   | 25. září 1996      |        | P. Oriešek                | M. Ondráček | Kladrubští koně: kladrubský bělouš, 3 Kč                                                    |
| A 124 | 5. října 1996      |        | J. Solpera                | V. Fajt     | 60. narozeniny Václava Havla, 2 x 6 Kč                                                      |
| 125   | 5. října 1996      |        | –                         | V. Fajt     | Umění 1996: Endre Nemes – Barokní židle, 20 Kč                                              |
| 126   | 9. října 1996      |        | J. Liesler                | J. Herčík   | Tycho Brahe , 5 Kč                                                                          |
| 127   | 9. října 1996      |        | E. Urban                  | M. Srb      | Naše historická letadla: Letov Š-1 z roku 1920, 7 Kč                                        |
| 128   | 9. října 1996      |        | E. Urban                  | M. Srb      | Naše historická letadla: Aero A-11 z roku 1925, 8 Kč                                        |
| 129   | 9. října 1996      |        | E. Urban                  | M. Srb      | Naše historická letadla: Avia BH-21 z roku 1925, 10 Kč                                      |
| 130   | 13. listopadu 1996 |        | –                         | M. Ondráček | Umění 1996: Josef Váchal – Ráj, 9 Kč                                                        |
| 131   | 13. listopadu 1996 |        | –                         | V. Fajt     | Umění 1996: Georg Flegel – Snídaně s vejcem, 11 Kč                                          |
| 132   | 13. listopadu 1996 |        | J. Králík                 | J. Herčík   | Vánoce, 3 Kč                                                                                |

## 1997
| číslo | datum              | rozměr | grafika          | rytí        | popis (námět, nominální hodnota)                                             |
| ----- | ------------------ | ------ | ---------------- | ----------- | ---------------------------------------------------------------------------- |
| 133   | 20. ledna 1997     |        | J. Rathouský     | B. Šneider  | Tradice české známkové tvorby, 3,60 Kč                                       |
| 134   | 12. března 1997    |        | L. a J. Knotkovi | V. Fajt     | Ochrana přírody – chráněná květena: kandík psí zub, 3,60 Kč                  |
| 135   | 12. března 1997    |        | L. a J. Knotkovi | V. Fajt     | Ochrana přírody – chráněná květena: ďáblík bahenní, 4 Kč                     |
| 136   | 12. března 1997    |        | L. a J. Knotkovi | V. Fajt     | Ochrana přírody – chráněná květena: střevičník pantoflíček, 5 Kč             |
| 137   | 12. března 1997    |        | L. a J. Knotkovi | V. Fajt     | Ochrana přírody – chráněná květena: kosatec nízký, 8 Kč                      |
| 138   | 12. března 1997    |        | O. Čechová       | B. Housa    | Velikonoce, 3 Kč                                                             |
| 139   | 26. března 1997    |        | J. Kovářík       |             | Srdečné blahopřání, 4 Kč                                                     |
| 140   | 26. března 1997    |        | J. Solpera       | B. Šneider  | Historické stavební slohy: rokokový sloh, 4,60 Kč                            |
| 141   | 23. dubna 1997     |        | V. Suchánek      | M. Ondráček | 1000. výročí smrti sv. Vojtěcha, 7 Kč                                        |
| 142   | 30. dubna 1997     |        | J. Janíček       | M. Ondráček | Krásy naší vlasti – židovské památky: Staronová synagoga, 8 Kč               |
| 143   | 30. dubna 1997     |        | J. Janíček       | M. Ondráček | Krásy naší vlasti – židovské památky: náhrobek rabiho Löwa, 10 Kč            |
| 144   | 30. dubna 1997     |        | Adolf Born       | V. Fajt     | EUROPA – pověsti a legendy, 8 Kč                                             |
| 145   | 30. dubna 1997     |        | Adolf Born       | V. Fajt     | EUROPA – pověsti a legendy, 8 Kč                                             |
| A 146 | 14. května 1997    |        | O. Kulhánek      | M. Ondráček | Praha Rudolfa II., 6 Kč                                                      |
| A 147 | 14. května 1997    |        | O. Kulhánek      | M. Ondráček | Praha Rudolfa II., 8 Kč                                                      |
| A 148 | 14. května 1997    |        | O. Kulhánek      | M. Ondráček | Praha Rudolfa II., 10 Kč                                                     |
| 149   | 28. května 1997    |        | Z. Smetana       | J. Bouda    | Dětem, 4,60 Kč                                                               |
| 150   | 25. června 1997    |        | J. Solpera       | B. Šneider  | Historické stavební slohy: kubismus, 12,60 Kč                                |
| 151   | 25. června 1997    |        | J. Krejčí        | M. Srb      | Výročí osobností – František Křižík, 6 Kč                                    |
| 152   | 27. srpna 1997     |        | L. Kuklík        | M. Ondráček | ME v plavání a skocích do vody, 11 Kč                                        |
| 153   | 10. září 1997      |        | Z. Ziegler       | J. Herčík   | Český kreslený humor – Osudy dobrého vojáka Švejka, 4 Kč                     |
| 154   | 10. září 1997      |        | Z. Ziegler       | J. Herčík   | Český kreslený humor – Osudy dobrého vojáka Švejka, 4,60 Kč                  |
| 155   | 10. září 1997      |        | Z. Ziegler       | J. Herčík   | Český kreslený humor – Osudy dobrého vojáka Švejka, 6 Kč                     |
| A 156 | 24. září 1997      |        | A. Fuchs         | V. Fajt     | PRAGA 1998 – Praha stověžatá, 15 Kč                                          |
| A 157 | 24. září 1997      |        | A. Fuchs         | V. Fajt     | PRAGA 1998 – Praha stověžatá, 15 Kč                                          |
| 159   | 8. října 1997      |        | B. Housa         | B. Housa    | Historická užitková vozidla: poštovní autobus Praga (1928), 4 Kč             |
| 160   | 8. října 1997      |        | B. Housa         | B. Housa    | Historická užitková vozidla: nákladní vůz Škoda Sentinel (asi 1924), 4,60 Kč |
| 161   | 8. října 1997      |        | B. Housa         | B. Housa    | Historická užitková vozidla: hasičský automobil Tatra (1933), 8 Kč           |
| 162   | 12. listopadu 1997 |        | –                | B. Fajt     | Umění 1997: Antonín Chittussi – Krajina se zámkem v Chantilly, 7 Kč          |
| 163   | 12. listopadu 1997 |        | –                | M. Ondráček | Umění 1997: František Bílek – Vyšli proroci z poušti, 12 Kč                  |
| 164   | 12. listopadu 1997 |        | –                | M. Srb      | Umění 1997: Tavík František Šimon – Pařížští antikváři, 16 Kč                |
| 165   | 12. listopadu 1997 |        | K. Franta        | B. Housa    | Vánoce, 4 Kč                                                                 |

## 1998
| číslo | datum              | rozměr | grafika              | rytí        | popis (námět, nominální hodnota)                                                                                |
| ----- | ------------------ | ------ | -------------------- | ----------- | --- |
| 166   | 20. ledna 1998     |        | J. Fišer             | V. Fajt     | Tradice české známkové tvorby, 12,60 Kč                                                                         |
| 167   | 20. ledna 1998     |        | A. Najbrt            |             | XVIII. zimní olympijské hry Nagano 1998, 7 Kč                                                                   |
| 168   | 22. ledna 1998     |        | J. Rathouský         | M. Ondráček | Prezident republiky V. Havel, 4,60 Kč                                                                           |
| 169   | 4. února 1998      |        | V. Suchánek          | M. Ondráček | Láska, 4 Kč |
| 170   | 25. února 1998     |        | K. Krejča            | M. Ondráček | MS ve skibobech – Špindlerův Mlýn 1998, 8 Kč                                                                    |
| A 171 | 25. února 1998     |        | B. Housa             | B. Housa    | Historie výstav – PRAGA 1998, 2 x 30 Kč                                                                         |
| 172   | 25. března 1998    |        | A. Khunová           | B. Housa    | Velikonoce, 4 Kč                                                                                                |
| 173   | 25. března 1998    |        | Z. Mézl              | J. Herčík   | 100. výročí založení hvězdárny v Ondřejově                                                                      |
| A 174 | 1. dubna 1998      |        | O. Kulhánek          | M. Ondráček | Praha Karla IV., 15 Kč                                                                                          |
| A 175 | 1. dubna 1998      |        | O. Kulhánek          | M. Ondráček | Praha Karla IV., 22 Kč                                                                                          |
| A 176 | 1. dubna 1998      |        | O. Kulhánek          | M. Ondráček | Praha Karla IV., 23 Kč                                                                                          |
| A 177 | 1. dubna 1998      |        | K. Dvořák            |             | ZOH Nagano 1998 – zlatá medaile v hokeji, 23 Kč                                                                 |
| 178   | 23. dubna 1998     |        | Z. Lednická          |             | Světový den knihy a autorských práv, 10 Kč                                                                      |
| 179   | 23. dubna 1998     |        | L. a J. Knotkovi     |             | Ochrana přírody – vzácná zvěř: koroptev polní, 4,60 Kč                                                          |
| 180   | 23. dubna 1998     |        | L. a J. Knotkovi     |             | Ochrana přírody – vzácná zvěř: tetřívek obecný, 4,60 Kč                                                         |
| 181   | 23. dubna 1998     |        | L. a J. Knotkovi     |             | Ochrana přírody – vzácná zvěř: bílý jelen, 8 Kč                                                                 |
| 182   | 23. dubna 1998     |        | L. a J. Knotkovi     |             | Ochrana přírody – vzácná zvěř: los evropský, 8 Kč                                                               |
| 183   | 5. května 1998     |        | J. Liesler           | J. Herčík   | EUROPA – národní slavnosti a svátky, 11 Kč                                                                      |
| 184   | 5. května 1998     |        | J. Liesler           | J. Herčík   | EUROPA – národní slavnosti a svátky, 15 Kč                                                                      |
| 185   | 27. května 1998    |        | M. Cihlář            | V. Fajt     | Osobnosti: František Kmoch, 4 Kč                                                                                |
| 186   | 27. května 1998    |        | M. Cihlář            | V. Fajt     | Osobnosti: František Palacký, 4,60 Kč                                                                           |
| 187   | 27. května 1998    |        | M. Cihlář            | V. Fajt     | Osobnosti: Rafael Kubelík, 6 Kč                                                                                 |
| 188   | 27. května 1998    |        | J. Rathouský         | B. Šneider  | 150. výročí revoluce v roce 1848, 15 Kč                                                                         |
| 189   | 27. května 1998    |        | K. Franta            | M. Ondráček | Dětem, 4 Kč |
| 190   | 27. května 1998    |        | K. Franta            | M. Ondráček | Dětem, 4,60 Kč                                                                                                  |
| 191   | 17. června 1998    |        | –                    | V. Fajt     | Umění I. – mezinárodní výstava poštovních známek PRAGA 1998: František Kupka – Amorfa – dvoubarevná fuga, 22 Kč |
| 192   | 17. června 1998    |        | –                    | M. Ondráček | Umění I. – mezinárodní výstava poštovních známek PRAGA 1998: Paul Gauguin – Útěk, 23 Kč                         |
| 193   | 7. října 1998      |        | A. Odehnal           | V. Fajt     | Krásy naší vlasti: chrám sv. Barbory v Kutné Hoře, 8 Kč                                                         |
| 194   | 7. října 1998      |        | A. Odehnal           | V. Fajt     | Krásy naší vlasti: zámek Valtice, 11 Kč                                                                         |
| 195   | 28. října 1998     |        | Z. Ziegler           | M. Ondráček | 80. výročí vzniku ČSR, 4,60 Kč                                                                                  |
| 196   | 28. října 1998     |        | Z. Ziegler           | M. Ondráček | 80. výročí vzniku ČSR, 5 Kč                                                                                     |
| 197   | 28. října 1998     |        | Z. Ziegler           | M. Ondráček | 80. výročí vzniku ČSR, 12,60 Kč                                                                                 |
| 198   | 18. listopadu 1998 |        | Z. Kabátová-Táborská | M. Srb      | Vánoce, 4 Kč |
| 199   | 18. listopadu 1998 |        | Z. Kabátová-Táborská | M. Srb      | Vánoce, 6 Kč |
| 200   | 18. listopadu 1998 |        | V. Suchánek          | M. Ondráček | Znamení zvěrokruhu: kozoroh, 1 Kč                                                                               |
| 201   | 18. listopadu 1998 |        | V. Suchánek          | M. Ondráček | Znamení zvěrokruhu: vodnář, 10 Kč                                                                               |
| 202   | 9. prosince 1998   |        | –                    | J. Herčík   | Umění II.: Jan Preisler – Obraz z většího cyklu, 15 Kč                                                          |
| 203   | 9. prosince 1998   |        | –                    | J. Herčík   | Umění II.: Josef Navrátil – Přadlena, 16 Kč                                                                     |

## 1999
| číslo | datum              | rozměr | grafika               | rytí        | popis (námět, nominální hodnota)                                   |
| ----- | ------------------ | ------ | --------------------- | ----------- | ------------------------------------------------------------------ |
| 204   | 20. ledna 1999     |        | B. Housa              | B. Housa    | Tradice české známkové tvorby, 4,60 Kč                             |
| 205   | 17. února 1999     |        | L. a J. Knotkovi      | M. Srb      | Chovatelství – kočky: 4,60 Kč                                      |
| 206   | 17. února 1999     |        | L. a J. Knotkovi      | M. Srb      | Chovatelství – kočky: 5 Kč                                         |
| 207   | 17. února 1999     |        | L. a J. Knotkovi      | M. Srb      | Chovatelství – kočky: 7 Kč                                         |
| 208   | 10. března 1999    |        | K. Franta             | M. Ondráček | Velikonoce, 3 Kč                                                   |
| 209   | 10. března 1999    |        | H. Storchová          |             | Ochrana přírody: vlha pestrá, 4,60 Kč                              |
| 210   | 10. března 1999    |        | H. Storchová          |             | Ochrana přírody: dudek chocholatý, 4,60 Kč                         |
| 211   | 10. března 1999    |        | H. Storchová          |             | Ochrana přírody: stužkonoska vrbová, 5 Kč                          |
| 212   | 10. března 1999    |        | H. Storchová          |             | Ochrana přírody: hnědásek osikový, 5 Kč                            |
| 213   | 12. března 1999    |        | Z. Ziegler            | B. Šneider  | Vstup ČR do NATO, 4,60 Kč                                          |
| 214   | 14. dubna 1999     |        | J. Solpera            | V. Fajt     | Rada Evropy – 50. výročí založení                                  |
| 215   | 14. dubna 1999     |        | K. Krejča a K. Dvořák | V. Fajt     | 100. výročí založení Českého olympijského výboru, 9 Kč             |
| 216   | 5. května 1999     |        | A. Fuchs              | V. Fajt     | Europa – přírodní rezervace a parky, 11 Kč                         |
| 217   | 5. května 1999     |        | A. Fuchs              | V. Fajt     | Europa – přírodní rezervace a parky, 17 Kč                         |
| 218   | 5. května 1999     |        | V. Suchánek           | M. Ondráček | Znamení zvěrokruhu: váhy, 9 Kč                                     |
| 219   | 26. května 1999    |        | J. Fišer              | J. Herčík   | Dětem, 4,60 Kč                                                     |
| 220   | 26. května 1999    |        | E. Ranný              | V. Fajt     | Krásy naší vlasti: most u Stádlce, 8 Kč                            |
| 221   | 26. května 1999    |        | E. Ranný              | V. Fajt     | Krásy naší vlasti: most v Černvíru, 11 Kč                          |
| A 222 | 23. června 1999    |        | J. Kavan              | M. Ondráček | Joachim Barrande a čeští trilobiti, 13 Kč                          |
| A 223 | 23. června 1999    |        | J. Kavan              | M. Ondráček | Joachim Barrande a čeští trilobiti, 31 Kč                          |
| 224   | 23. června 1999    |        | Z. Mézl               | J. Herčík   | 750. výročí Jihlavského horního práva, 8 Kč                        |
| 225   | 23. června 1999    |        | J. Fišer              | B. Šneider  | 125 let Světové poštovní unie UPU, 9 Kč                            |
| 226   | 8. září 1999       |        | V. Kabát              | M. Srb      | Vincenc Priessnitz (UNESCO), 4,60 Kč                               |
| 227   | 8. září 1999       |        | V. Suchánek           | M. Ondráček | Znamení zvěrokruhu: rak, 8 Kč                                      |
| 228   | 8. září 1999       |        | V. Suchánek           | M. Ondráček | Znamení zvěrokruhu: střelec, 20 Kč                                 |
| 229   | 29. září 1999      |        | B. Housa              | B. Housa    | Lidové umění – včelí úly, 4,60 Kč                                  |
| 230   | 29. září 1999      |        | B. Housa              | B. Housa    | Lidové umění – včelí úly, 5 Kč                                     |
| 231   | 29. září 1999      |        | B. Housa              | B. Housa    | Lidové umění – včelí úly, 7 Kč                                     |
| 232   | 20. října 1999     |        | M. Barták a V. Kučera | B. Šneider  | Kreslený humor, 4,60 Kč                                            |
| 233   | 20. října 1999     |        | M. Barták a V. Kučera | B. Šneider  | Kreslený humor, 5 Kč                                               |
| 234   | 20. října 1999     |        | M. Barták a V. Kučera | B. Šneider  | Kreslený humor, 7 Kč                                               |
| A 235 | 20. října 1999     |        | Z. Ziegler            | M. Ondráček | Berounská umělecká škola, 11 Kč                                    |
| A 236 | 20. října 1999     |        | Z. Ziegler            | M. Ondráček | Berounská umělecká škola, 13 Kč                                    |
| 237   | 10. listopadu 1999 |        | –                     | M. Srb      | Umělecká díla na známkách: Jindřich Štyrský – Rudá orchidej, 13 Kč |
| 238   | 10. listopadu 1999 |        | –                     | V. Fajt     | Umělecká díla na známkách: Julius Mařák – Krajina s bažinou, 17 Kč |
| 239   | 10. listopadu 1999 |        | –                     | M. Ondráček | Umělecká díla na známkách: František Hudeček – Pomník, 26 Kč       |
| 240   | 10. listopadu 1999 |        | J. Paleček            | J. Bouda    | Vánoce, 3 Kč                                                       |
| 241   | 8. prosince 1999   |        | V. Suchánek           | M. Ondráček | Znamení zvěrokruhu: býk, 5 Kč                                      |
| 242   | 8. prosince 1999   |        | V. Suchánek           | M. Ondráček | Znamení zvěrokruhu: štír, 5,40 Kč                                  |